# Saturnský verš
Saturnský verš je označení pro typ verše, užívaný v archaické latině a patrně i dalších italických jazycích, nicméně zaniklý ještě před klasickým obdobím latinské literatury, kdy byl vytlačen časoměrným veršem (podle řeckého vzoru).
Principy jeho tvoření nejsou dosud zcela jasné, protože se dochovalo velmi málo literárních památek tímto veršem psaných. Dochovalo se pouze 137 kompletních a nesporných saturnských veršů, převážná část z nich pochází ze zlomků překladu Homérovy Odysseie, kterou saturnským veršem do latiny převedl Lucius Livius Andronicus ve 3. století př. n. l. a zlomků eposu Bellum Poenicum, který napsal v tomtéž století Gnaeus Naevius, další významnou část tvoří nápisy, epigramy.
Brzy poté uvedl básník Quintus Ennius do latiny časoměrný verš, hexametr, který saturnský verš brzy zcela vytlačil, protože řecký verš byl považován za krásnější a umělečtější.
Současní učenci se přiklánějí k názoru, že jde buď o časoměrný verš (nijak ale nesouvisející s řeckým časoměrným veršem) nebo o sylabotónický verš.

## Saturnský verš jako časoměrný verš
Většina saturnských veršů (ale ne všechny) může spadat pod následující schéma:
(∪= krátká slabika; – = dlouhá slabika; || = cézura; tam, kde jsou doloženy dvě varianty stopy, jsou obě uvedeny nad sebou)
Příkladem takového verše může být první fragment z překladu Odysseie Livia Andronica:
Virum mihī Camēna īnsece uersūtum
∪ – ∪ – || ∪ – ∪ || – ∪ ∪ – – x
(česky bez dodržování schématu saturnského verše "Vyprávěj mi, bohyně, o chytrém muži")

## Saturnský verš jako sylabotónický verš
W.M. Lindsay navrhl určit schéma přízvuků takto:
(∪ – nepřízvučná slabika, ´ – přízvučná slabika)

## Původ saturnského verše
Saturnský verš se nevyskytuje jen v latině, byl doložen i ve falištině, oskičtině, umbrijštině a paeligništině, přičemž všechny to jsou italické jazyky, nemá tedy pravděpodobně jen latinský původ.
Většina veršů se dělí cézurami podle vzoru 4 || 3 || 3 || 3 (číslo udává počet slabik v daném úseku, dvojité svislítko cézuru), což je pokládáno za vůbec nejzákladnější (respektive jedinou zcela jistou) charakteristiku saturnského verše. Výzkumy ukázaly příbuzné členění i v neitalických indoevropských jazycích (například v keltských jazycích), což by mohlo ukazovat na obecně indoevropský původ tohoto verše.